# Mariä-Himmelfahrt-Kirche (Gliwice-Łabędy)

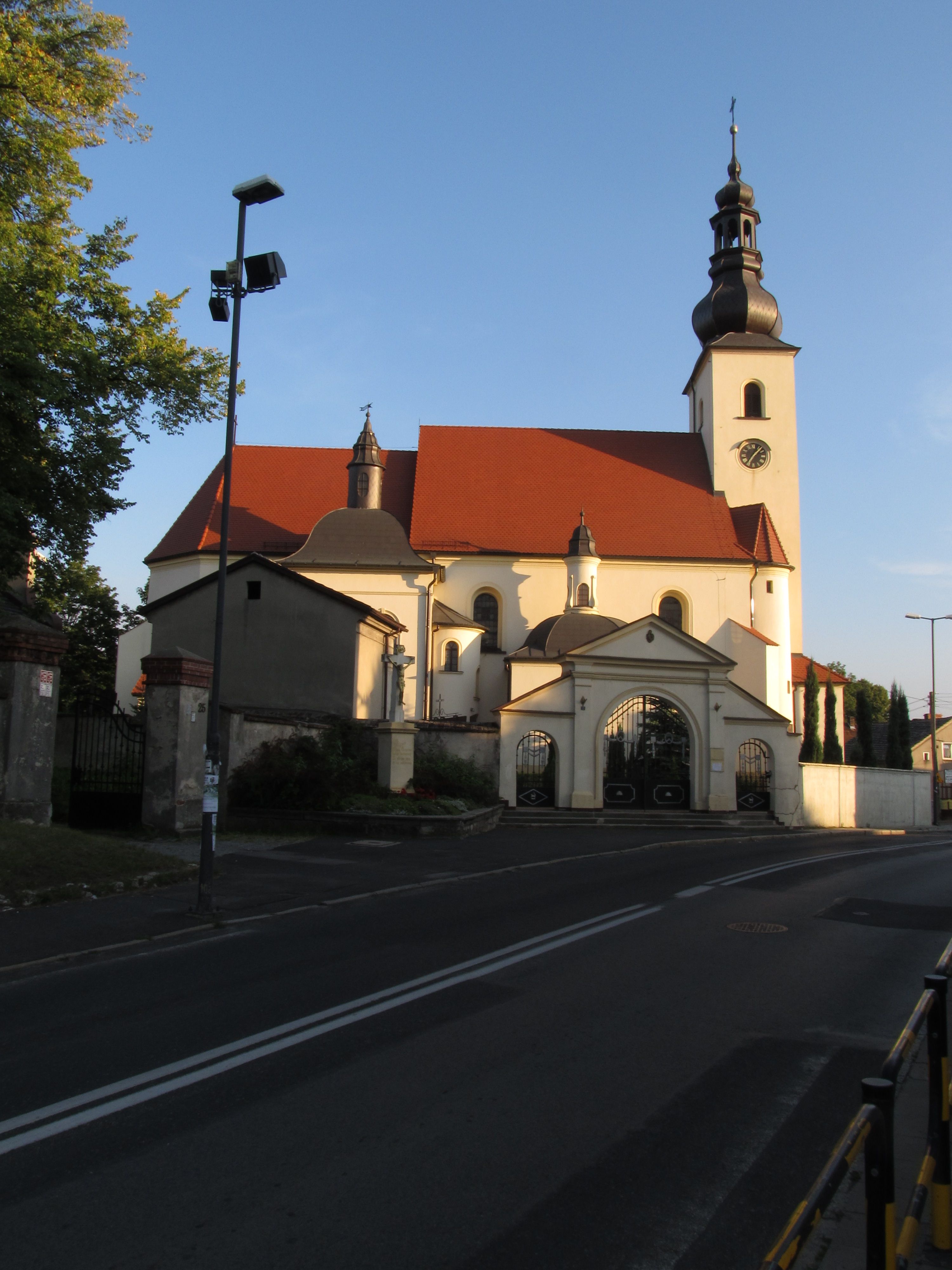
Blick auf die Mariä-Himmelfahrt-Kirche

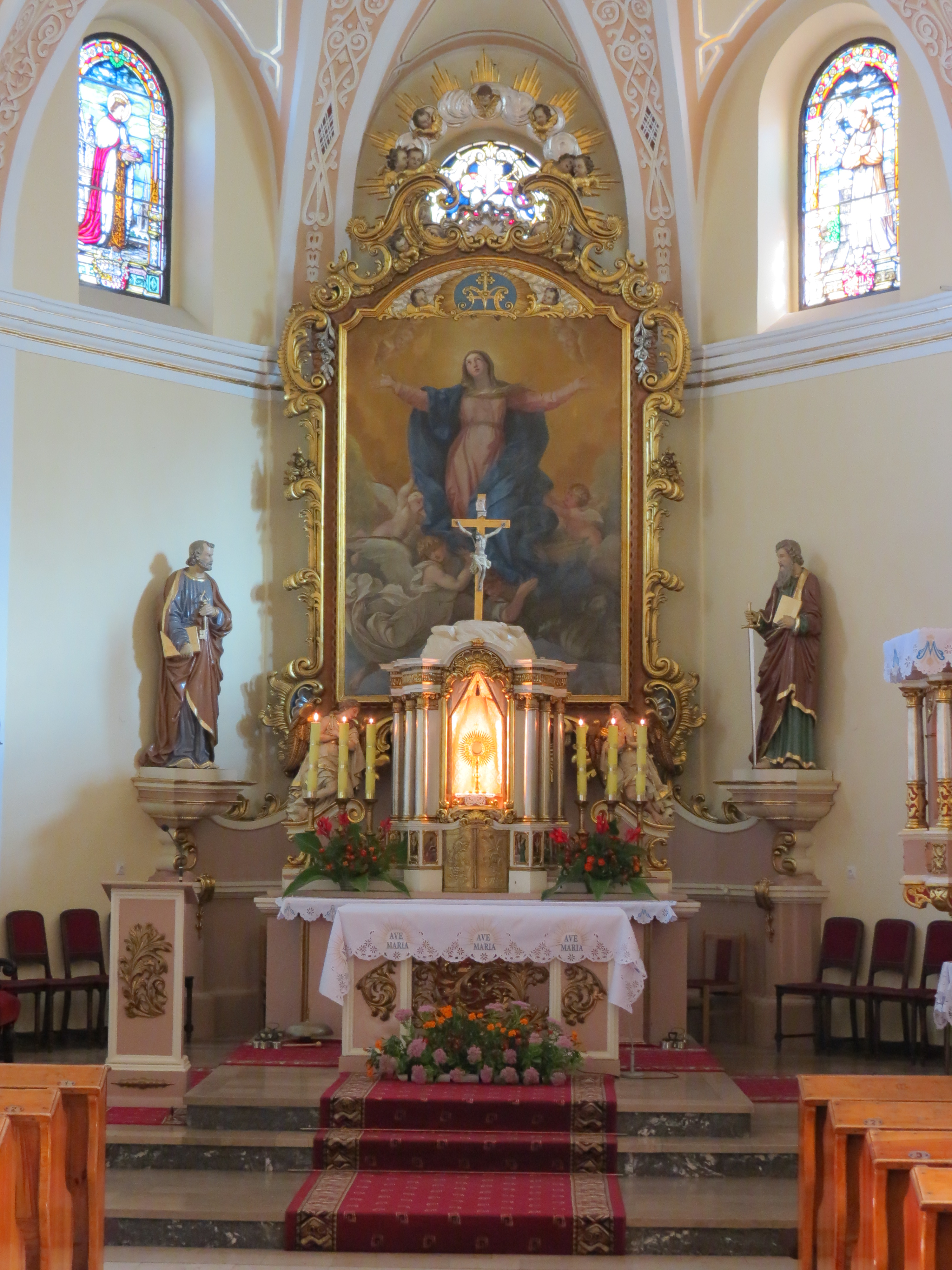
Der Hauptaltar

Die Mariä-Himmelfahrt-Kirche (polnisch Kościół Wniebowzięcia Najświętszej Maryi Panny) im oberschlesischen Gliwice (Gleiwitz) ist eine römisch-katholische Pfarrkirche. Die denkmalgeschützte Kirche im barocken Stil stammt aus dem 15. und 18. Jahrhundert und ist der Aufnahme Marias in den Himmel geweiht. Die Mariä-Himmelfahrt-Kirche gehört der Pfarrgemeinde Mariä Himmelfahrt in Gliwice (Gleiwitz) im Dekanat Gliwice-Łabędy des Bistums Gliwice an. Sie befindet sich an der Ulica Staromiejska 25 im Stadtteil Łabędy (Laband) im Ortsteil Stare Łabędy (Alt Laband). Neben der Kirche befindet sich ein katholischer Friedhof.

## Geschichte

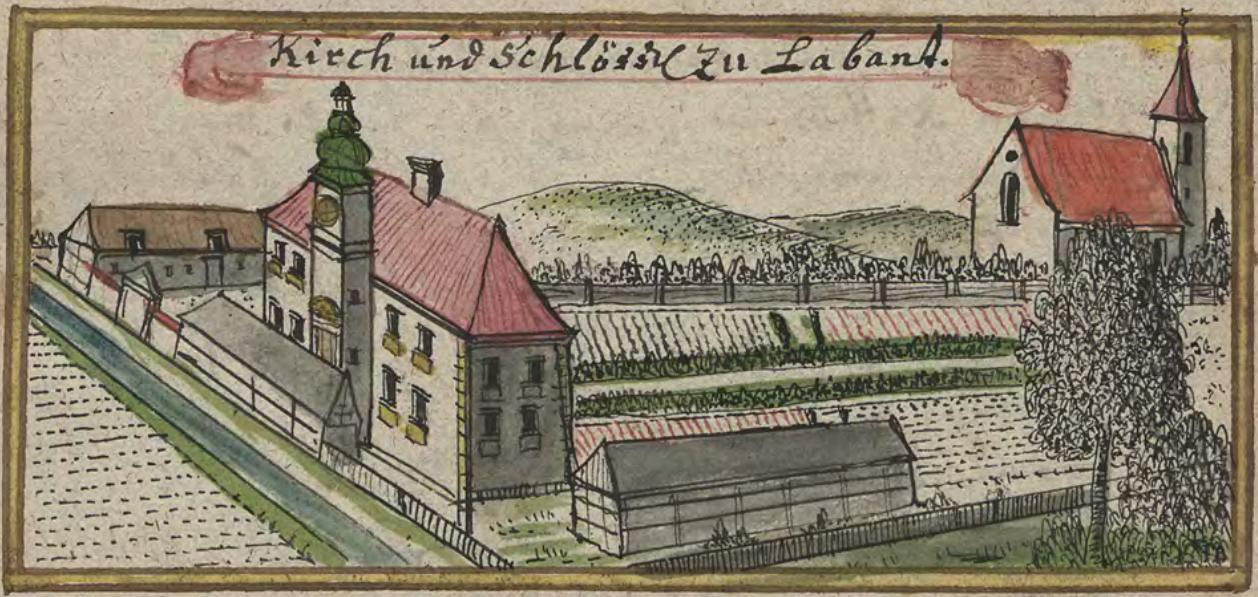
Kirche und Schloss im 18. Jahrhundert nach Friedrich Bernhard Werner

1317 wurde erstmals eine Kirche in Laband erwähnt, bei der es sich wahrscheinlich noch um eine Holzkirche handelte. Die Ursprünge der heutigen Kirche gehen zurück bis ins 15. Jahrhundert und wurden noch im gotischen Stil errichtet. Von 1716 bis 1719 wurde sie auf Initiative von Johann Bernhard Reichsfreiherr und Alter Herr von Welczeck im barocken Stil ausgebaut. Am 18. September 1719 wurde die Kirche neu geweiht. Die Kirche wurde u. a. 1864, 1912 und kurz nach 1945 restauriert.

## Architektur
Bei der Mariä-Himmelfahrt-Kirche handelt es sich um ein barockes Bauwerk mit einer vollständig verputzten Fassade, die Fassade ist schlicht gestaltet ohne Dekorationselemente. Sie steht erhöht auf einem kleinen Hügel. Der Chorraum ist nach Osten ausgerichtet. An der Kirche befinden sich drei Seitenkapellen mit Seitenaltären. Sie besitzt einen einzelnen Kirchturm aus den Jahren 1716 bis 1719 mit einer barocken Zwiebelhaube. Im Kirchturm befinden sich zwei mittelalterliche Glocken aus Bronze aus den Jahren 1479 und 1480, mit einem Durchmesser von 69 cm und 83 cm und den Inschriften labanth und labant.
Der Hauptaltar im Neorokoko-Stil stammt aus dem Jahr 1858.
Die Kirche ist umgeben von einer Steinmauer aus dem 18. und 19. Jahrhundert mit zwei eingebundenen barocken Kapellen. Zudem findet sich die Grabstätte der Familie Welczeck aus dem Jahr 1830 auf dem Friedhof. Die Grabstätte ist mit dem Familienwappen verziert.